# Piezas bucales
En los artrópodos, se denominan piezas bucales al conjunto de escleritos y apéndices que rodean la boca y contribuyen a la captura e ingestión del alimento. Se trata de estructuras evolutivamente muy plásticas, que han radiado a partir de una morfología primitiva originando una gran variedad de aparatos bucales.

## Mandibulados
Los mandibulados (Mandibulata) (crustáceos, miriápodos e insectos) tienen un modelo básico común de cabeza formado por cinco segmentos o metámeros (más el acron preoral, aunque este está en disputa). El primer y segundo segmentos no poseen apéndices bucales; el tercer segmento lleva las mandíbulas, el cuarto el primer par de maxilas (maxílulas) y el quinto el segundo par de maxilas. En cada grupo, dicha estructura básica sufre más o menos modificaciones.

### Crustáceos

Mandíbula de un crustáceo anfípodo
1: proceso molar; 2: espinas; 3: lacinia; 4: dientes apicales; 5: palpo mandibular.

Los apéndices de los crustáceos son birrámeos, y las piezas bucales no son una excepción. No obstante, los enditos suelen estar muy desarrollados formando grandes gnatobases (de gnatos, mandíbula) que realizan las funciones principales; por el contrario, las dos ramas de los apéndices desempeñan un papel secundario y con frecuencia se hallan reducidas o faltan por completo.
Los apéndices que forman las piezas bucales de los crustáceos son:
- Apéndices cefálicos: se trata de tres pares de apéndices situados en la cabeza que están directamente relacionados con la alimentación.
  - Mandíbulas.
  - Maxílulas. Primer par de maxilas.
  - Maxilas. Segundo par de maxilas.
- Apéndices no cefálicos: con frecuencia, los primeros apéndices torácicos (toracópodos) se transforman en apéndice bucales auxiliares.
  - Maxilípedos. Primer par de toracópodos.
  - Gnatopodios. El resto de toracópodos con función trófica.

### Insectos

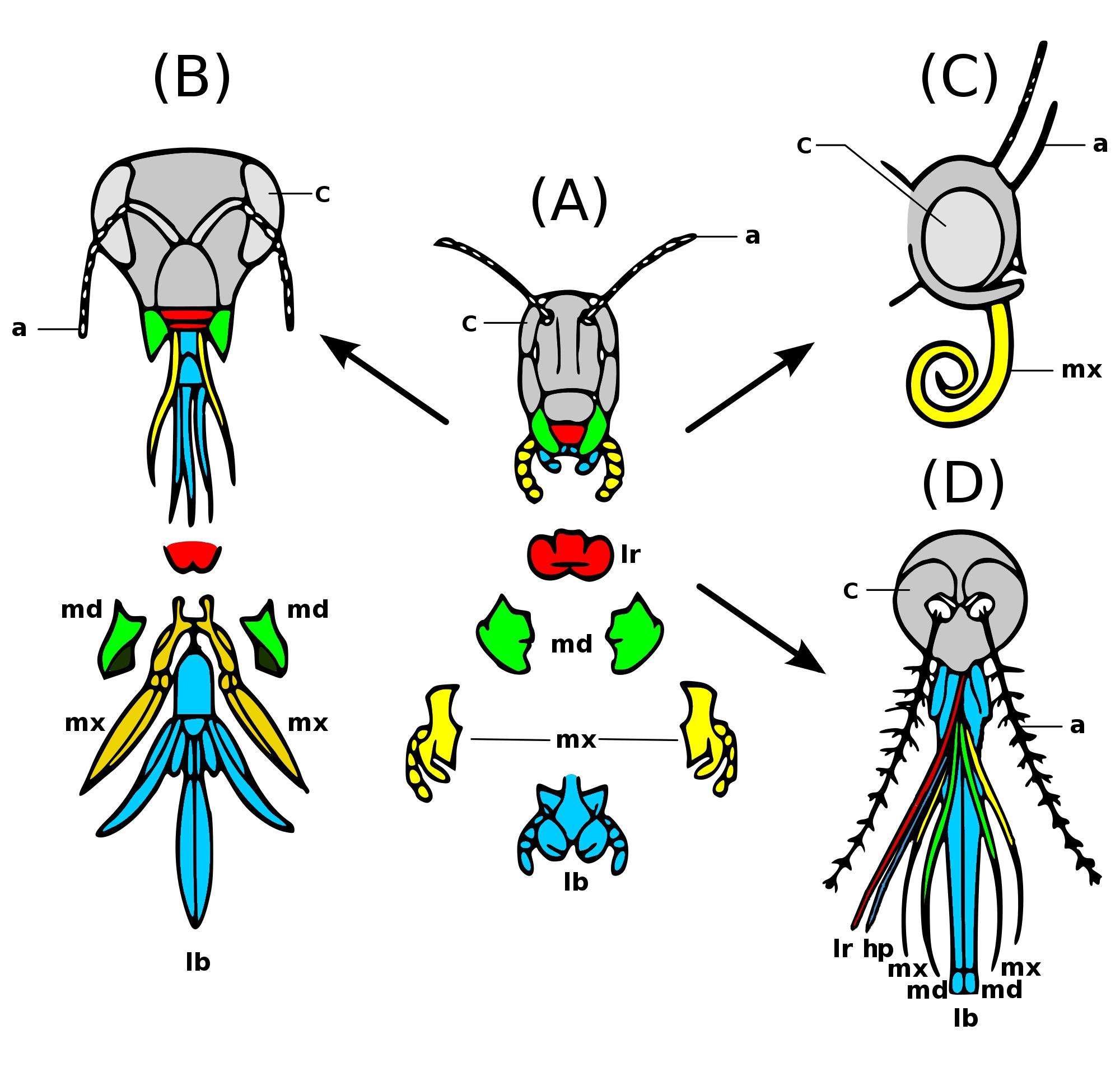
Radiación adaptativa de las piezas bucales de los insectos.
lr (rojo): labro, md (verde): mandíbulas, mx (amarillo): maxilas, lb (azul): labio

La estructura primitiva de las piezas bucales de los insectos consta de los siguientes elementos:
- Labro (labrum o labio superior). Esclerito dorsal impar que recubre las demás piezas de la boca.
- Mandíbulas. Piezas pares con el margen interno cortante y a veces dentado que sirven para sostener y desmenuzar el alimento.
- Maxilas. Primer par de maxilas (= maxílulas de los crustáceos). Piezas pares provistas de un pequeño apéndice formado por varios artejos, llamados palpos maxilares.
- Labio (labium). Pieza impar, resultado de la fusión del segundo par de maxilas, dos piezas pares similares a las maxílulas; también existen palpos articulados, llamados palpos labiales.

### Miriápodos
La estructura básica de las piezas bucales de los miriápodos es similar a la de los insectos. Las mandíbulas están presentes en todos los grupos de miriápodos. El primer y segundo par de maxilas sufren diversas modificaciones.
- Diplópodos y paurópodos. Con mandíbulas; primer par de maxilas (=maxílulas) fusionadas originando un gantoquilario; segundo par de maxilas ausente.
- Quilópodos. Con mandíbulas, primer y segundo par de maxilas fusionados. Primer par de patas modificado en grandes uñas (forcípulas) asociadas a una glándula venenosa, que usan para capturar las presas y por tanto, actúan como piezas bucales adicionales.
- Sínfilos. Con mandíbulas, primer par de maxilas separado y segundo par de maxilas fusionado par formar un labio.

## Quelicerados

A: quelíceros en navaja; B: quelíceros en tijera; C: quelíceros triarticulados en pinza

Los quelicerados carecen de mandíbulas. Los apéndices bucales característicos son los quelíceros, que ocupan una posición preoral y no son homólogos de las mandíbulas.
Su morfología es variada; pueden acabar en pinza, como en los escorpiones y opiliones, o una uña, como en los amblipigios y araneidos; estos últimos poseen una glándula venenosa asociada al quelícero.
Con frecuencia, el primer par de apéndices postorales, los pedipalpos, adquieren función trófica, colaborando con los quelíceros en la captura del alimento, como en los escorpiones, que poseen grandes pedipalpos acabados en pinza.